# Delosperma ficksbergense
Delosperma ficksbergense är en isörtsväxtart som beskrevs av Lavis. Delosperma ficksbergense ingår i släktet Delosperma, och familjen isörtsväxter. Inga underarter finns listade i Catalogue of Life.